# Sai số do chồng chất vị trí bộ cơ sở
Trong hóa học lượng tử, các phép tính sử dụng bộ cơ sở hữu hạn dễ bị sai số do chồng chất vị trí bộ cơ sở (tiếng Anh: basis set superposition error - BSSE). Khi các nguyên tử trong phân tử tương tác (hoặc các phần khác nhau trong cùng một phân tử - BSSE nội phân tử) tiến lại gần nhau, các hàm cơ sở của chúng chồng lên nhau.

## Sai số do chồng chất vị trí bộ cơ sở (BSSE)
Việc xác định thế năng tương tác giữa các phân tử là cần thiết trong việc hiểu những thuộc tính hóa học và vật lý của vật chất. Vì thế, trong thập niên vừa qua đã đạt được những thành tựu đáng kể trong việc hiểu cơ bản tương tác giữa các phân tử cũng như xác định gần đúng tốt nhất thế năng tương tác, đặc biệt đối với những hệ tương tác yếu. Tính toán cơ học lượng tử dựa vào thuyết obitan phân tử ab-initio đóng vai trò trung tâm trong việc phát triển hướng nghiên cứu loại tương tác yếu, điều này chưa từng được thực hiện trước đó. Có nhiều yếu tố đóng góp đến việc phát triển xa hơn dựa trên quan điểm ab-intio đối với thế năng tương tác giữa các phân tử, những yếu tố đó bao gồm sự phát triển, cải thiện kỹ thuật và phần mềm tính toán cho phép dùng những phương pháp tương quan electron cao và bộ hàm cơ sở lớn. 
	Tính toán ab-initio của thế năng tương tác có thể được thực hiện dựa trên hoặc cách tiếp cận siêu phân tử hoặc cách tiếp cận nhiễu loạn. Tuy nhiên, cả hai cách tiếp cận đều có những giới hạn của nó, cụ thể là giới hạn về bộ hàm cơ sở. Cách tiếp cận siêu phân tử có thể được áp dụng đến tương tác van der Waals và liên kết cộng hóa trị. Cách tiếp cận này dễ hơn và thường được sử dụng với năng lượng tương tác (∆EINT) giữa hai phân tử A và B như lượng khác nhau giữa đime AB và hai phân tử thành phần A và B:
∆EINT=EAB(χAB)-[(EA(χA)+EB(χB)] (1)							 	
Tuy nhiên, nhiều thử thách và tranh luận tiếp tục xảy ra với việc tính chính xác những trị số năng lượng EAB, EA và EB để nhận được trị số gần đúng tốt nhất ∆EINT. Việc tính năng lượng tương tác theo biểu thức (1) không phù hợp, bởi vì khi tính năng lượng của EA tại bộ bộ cơ sở χA ta chỉ xét electron có mặt trên những obitan với bộ cơ sở χA cho mỗi hạt nhân trên A. Phép tính này tương tự đối với năng lượng EB tại bộ cơ sở χB của B. Tuy nhiên, khi tính năng lượng EAB của đime AB thì những electron của A hoặc B trong đime không chỉ có mặt trên những obitan hạt nhân của riêng nó mà còn trên những obitan của hạt nhân của phân tử lân cận với bộ cơ sở χAB = χA + χB. Vì thế, trị năng lượng tính được âm hơn giá trị thực vốn có của đime. Điều đó có nghĩa rằng khi tính năng lượng của đime ta đã sử dụng bộ cơ sở lớn hơn so với bộ cơ sở của hai monome. Sai số này được gọi là sai số do chồng chất vị trí bộ cơ sở, gọi là BSSE. Có hai cách loại bỏ sai số: hoặc dùng bộ cơ sở đầy đủ cho mỗi monome ban đầu hoặc hiệu chỉnh năng lượng của đime. Tuy nhiên, việc dùng bộ cơ sở đầy đủ rất khó thực hiện vì giới hạn về mặt tính toán. Giải pháp thường được áp dụng nhất để hiệu chỉnh sai số đó là tính năng lượng theo biểu thức:
∆EINT,CP = EAB(χAB) – [EA(χAB) + EB(χAB)]	(2)
Chú ý rằng EA(χAB) được tính với một bộ cơ sở chứa những obitan χA trên mỗi hạt nhân A và những obitan χA khác (thêm) phù hợp trong không gian tương ứng với vị trí cân bằng của monome A trong đime. Phép tính cũng tương tự đối với EB(χAB). Giải pháp này được gọi là hiệu chỉnh "độ lệch thăng bằng" (Counterpoise) của Boys và Bernadi.
Sự khác nhau giữa 2 phương trình (2) và (1) chính là BSSE:
δCP = [EA(χA) + EB(χB)] – [EA(χAB) + EB(χAB)] 	(3)
Rõ ràng việc thực hiện hiệu chỉnh như trên phù hợp với bản chất của BSSE. Những giá trị của ∆EINT,CP trong nhiều trường hợp thường dương hơn, trong khi ∆EINT lại âm hơn giá trị thật của nó. Chính điều này đã dẫn đến một số tác giả cho rằng phương pháp Counterpoise dự đoán BSSE quá lớn vì nguyên lý Pauli hạn chế một phân tử chiếm những hàm cơ sở của một phân tử khác trong tính toán năng lượng EAB. Sau đó, một số phương pháp Counterpoise khác được đưa ra để thay thế, tuy nhiên không có mô hình nào thành công và được chấp nhận. Ảnh hưởng của BSSE khá lớn đối với năng lượng tương tác mặc dù khó định lượng rõ ràng. Tuy nhiên, có một vài trường hợp ngoại lệ rằng, nếu chúng ta sử dụng một bộ cơ sở không đầy đủ, việc không hiệu chỉnh BSSE có thể dẫn đến ∆EINT phù hợp thực nghiệm hơn so với khi hiệu chỉnh nó. Điều này bởi vì sự "thiếu hụt" hàm phân cực cần thiết đóng góp đến năng lượng phân tán trong ∆EINT trong một bộ cơ sở được "bù đắp" bởi sai số do sự chồng chất vị trí bộ cơ sở trong đime. Như vậy, sự có mặt của BSSE không những không hiệu chỉnh được sai số mà còn làm gia tăng sự "thiếu hụt" của bộ cơ sở. Tuy vậy, trong hầu hết trường hợp BSSE dường như "bù đắp" những sai số do sự "thiếu hụt" bộ cơ sở và mức lý thuyết sử dụng. Tóm lại, sai số không bị loại bỏ nếu không hiệu chỉnh BSSE. Hiện nay, những áp dụng của phương pháp Counterpoise rất rộng rãi và đã cung cấp nhiều bằng chứng mạnh mẽ cho việc ủng hộ giá trị của phương pháp này.